# Юзбашев, Павел Артемьевич
Павел Артемьевич Юзбашев (1884—1967) — российский революционер, деятель большевистской фракции, Торгпред СССР в Италии.

## Биография
Высшее образование получил в Российской империи, служил инженером путей сообщения. Будучи в молодом возрасте увлёкся революционным движением, стал его активным участником, член ВКП(б) с 1917 года. После Октябрьской революции служил на комиссарских постах в РККА. 

С 8 июля 1919 года занимал пост заместителя председателя Чрезвычайной Комиссии по снабжению Красной Армии (Председатель — Рыков), затем занимал пост Председателя Межведомственного финансового совещания ЧрезКомСнаба.
В 1921 году был переведён в Наркомат внешней торговли и промышленности РСФСР. 
 Поначалу служил на незначительной коммерческой должности в торгпредстве РСФСР в Эстонии. Впоследствии недолго занимал пост заместителя уполномоченного НКВТ СССР в Америке (Амторг).
 С 1923 по 1924 годы занимал пост Уполномоченного НКВТ РСФСР в Латвии.
 С 24 декабря 1924 года по 15 декабря 1925 года, — Торгпред СССР в Италии. 
 С 1929 по 1930 гг. — ректор Ленинградского горного института.
 В 1933 году состоял в совете жюри всесоюзного конкурса архитектурных проектов Дворца Техники СССР. 
 Впоследствии занимал различные руководящие хозяйственные и партийные посты. Проживал в Москве, умер в 1967 году, похоронен на Новодевичьем кладбище
.